# Авіамоторна (станція метро, Калінінсько-Солнцевська лінія)
55°45′07″ пн. ш. 37°43′10″ сх. д. / 55.75194° пн. ш. 37.71944° сх. д.
«Авіамоторна» (рос. Авиамоторная) — станція Калінінської лінії Московського метрополітену. Розташована між станціями «Шосе Ентузіастів» та «Площа Ілліча».
Станцію відкрито 30 грудня 1979 року у складі черги «Марксистська» — «Новогіреєво».

## Вестибюлі
Вихід у місто здійснюють через підземний вестибюль на шосе Ентузіастів і Авіамоторну вулицю. За 400 метрів від станції розташована пасажирська залізнична платформа «Авіамоторна».

## Технічна характеристика
Конструкція станції — колонна трисклепінна глибокого закладення (глибина закладення — 55 мв). Споруджена зі збірного чавунного оздоблення, центральний зал споруджений зі зворотним склепінням. На станції два ряди по 15 колон.

## Колійний розвиток
Станція без колійного розвитку.

## Оздоблення
Оздоблення станції присвячено будівельникам авіаційних двигунів, сама станція оздоблена у світлих тонах. Підлога викладена гранітними плитами різних відтінків сірого. Колони і колійні стіни оздоблені світлим мармуром.
Торцева стіна вкрита білим полірованим мармуром і прикрашена металевою скульптурною композицією. Фон з листів яскраво-сріблястого вертикально рифленого металу імітує висхідні потоки повітря, у яких ширяє Ікар. Поруч з ним зображені літаки різних років, що летять вгору і пропелери.
Над виходом в місто укріплені яскраво-сріблясті лопаті літакового гвинта та «повітря» навколо них.
Склепіння станції прикрашено декоративним куполом з анодованих під золото чотирикутних пірамід — над залом нібито ширяє чарівний килим-самоліт. Кілька картин, з'єднуючись, утворюють квітку, в центрі якої горить лампочка — немов зірка на небосхилі. Золотисті, карбовані панно утворюють підвісну стелю; на кожному панно різні малюнки — то небесні сузір'я, то розбіжні промені сонця.

## Подія
17 лютого 1982 року на станції «Авіамоторна» через збільшення пасажиропотоку на одному з ескалаторів відбулась аварія. В результаті аварії загинуло 8 осіб та майже 30 осіб отримали численні травми, серед яких травми призвели до інвалідності. Ця трагедія тривалий час замовчувалася у засобах масової інформації.

## Пересадки
- Залізничну платформу   Авіамоторна
- Метростанцію  Авіамоторна
- Автобуси: 012, м6, 59, 125, 440, 730, 759, 805, 987, т24, т30, т53, н4;
- Трамваї: 12, 32, 37, 46, 50